# Essai de stabilité à la chaleur d'un enduit à chaud
Dans le domaine du marquage routier, l’essai de stabilité à la chaleur d'un enduit à chaud permet de qualifier le comportement du produit sous une forte température et particulièrement lors ou après sa mise en œuvre.

## Descriptif de l’essai[1]
Dans l’essai, les conditions de chauffage régnant lors de l'application normale de ce type de produit sont recréées.
L'enduit à chaud est fondu, puis maintenu pendant six heures à sa température d'application. L’opérateur effectue alors les déterminations telles que les coordonnées chromatiques, le facteur de luminance, le point de ramollissement, la pénétration, l'usure d'après Tröger et le vieillissement aux UV suivant les prescriptions.